# Крок (Крез)
Крок (фр. Crocq) насеље је и општина у централној Француској у региону Лимузен, у департману Крез која припада префектури Обисон.
По подацима из 2011. године у општини је живело 417 становника, а густина насељености је износила 29,45 становника/km². Општина се простире на површини од 14,16 km². Налази се на средњој надморској висини од 786 метара (максималној 829 m, а минималној 640 m).

## Демографија
| 1962. | 1968. | 1975. | 1982. | 1990. | 1999. | 2011. |
| ----- | ----- | ----- | ----- | ----- | ----- | ----- |
| 704   | 746   | 844   | 834   | 674   | 546   | 417   |

График промене броја становника у току последњих година